# Sekretär des italienischen Ministerrats
Sekretär des Ministerrates (italienisch Segretario del Consiglio dei Ministri) ist eine Funktionsbezeichnung für einen Staatssekretär (in Italien: „Unterstaatssekretär“) der italienischen Regierung. Im Gegensatz zu allen anderen italienischen (Unter-)Staatssekretären sitzt der Sekretär des Ministerrates im Kabinett, hat dort allerdings kein Stimmrecht.
Als ranghöchster Unterstaatssekretär im Ministerratspräsidium unterstützt er den Ministerpräsidenten bei der Koordinierung der Regierung und ihren Kabinettssitzungen. Daher ist der Sekretär normalerweise eine Person, die dem Ministerpräsidenten sehr nahe steht. Der Sekretär des Ministerrates, der nicht mit dem weitgehend zeremoniellen Amt des stellvertretenden Ministerpräsidenten verwechselt werden darf (nicht alle italienischen Kabinette hatten einen), ähnelt dem des Stabschefs des Weißen Hauses oder dem Chef des Bundeskanzleramtes. Er hat seinen Sitz im Palazzo Chigi.
Der derzeitige Sekretär des Rates ist Alfredo Mantovano, ein Parteiloser, der am 23. Oktober 2022 in der Regierung unter der Leitung von Ministerpräsidentin Giorgia Meloni ernannt wurde.

## Liste der Sekretäre
| Amtsinhaber                         | Amtsinhaber            | Amtszeit                               | Partei                                                    | Ministerpräsident    |
| ----------------------------------- | ---------------------- | -------------------------------------- | --------------------------------------------------------- | -------------------- |
|                                     | Paolo Cappa            | 14. Juli 1946 bis 1. Juni 1947         | Democrazia Cristiana                                      | Alcide De Gasperi    |
|                                     | Giulio Andreotti       | 1. Juni 1947 bis 17. August 1953       | Democrazia Cristiana                                      | Alcide De Gasperi    |
| 17. August 1953 bis 18. Januar 1954 | Giulio Andreotti       | Giuseppe Pella                         | Democrazia Cristiana                                      |                      |
|                                     | Mariano Rumor          | 18. Januar 1954 bis 10. Februar 1954   | Democrazia Cristiana                                      | Amintore Fanfani     |
|                                     | Oscar Luigi Scalfaro   | 10. Februar 1954 bis 6. Juli 1955      | Democrazia Cristiana                                      | Mario Scelba         |
|                                     | Carlo Russo            | 6. Juli 1955 bis 19. Mai 1957          | Democrazia Cristiana                                      | Antonio Segni        |
|                                     | Lorenzo Spallino       | 19. Mai 1957 bis 1. Juli 1958          | Democrazia Cristiana                                      | Adone Zoli           |
|                                     | Antonio Maxia          | 1. Juli 1958 bis 15. Februar 1959      | Democrazia Cristiana                                      | Amintore Fanfani     |
|                                     | Carlo Russo            | 15. Februar 1959 bis 25. März 1960     | Democrazia Cristiana                                      | Antonio Segni        |
|                                     | Alberto Folchi         | 25. März 1960 bis 26. Juli 1960        | Democrazia Cristiana                                      | Fernando Tambroni    |
|                                     | Umberto Delle Fave     | 26. Juli 1960 bis 21. Juni 1963        | Democrazia Cristiana                                      | Amintore Fanfani     |
|                                     | Crescenzo Mazza        | 21. Juni 1963 bis 4. Dezember 1963     | Democrazia Cristiana                                      | Giovanni Leone       |
|                                     | Angelo Salizzoni       | 4. Dezember 1963 bis 24. Juni 1968     | Democrazia Cristiana                                      | Aldo Moro            |
|                                     | Luigi Michele Galli    | 24. Juni 1968 bis 12. Dezember 1968    | Democrazia Cristiana                                      | Giovanni Leone       |
|                                     | Antonio Bisaglia       | 12. Dezember 1968 bis 6. August 1970   | Democrazia Cristiana                                      | Mariano Rumor        |
|                                     | Dario Antoniozzi       | 6. August 1970 bis 18. Februar 1972    | Democrazia Cristiana                                      | Emilio Colombo       |
|                                     | Franco Evangelisti     | 18. Februar 1972 bis 7. Juli 1973      | Democrazia Cristiana                                      | Giulio Andreotti     |
|                                     | Adolfo Sarti           | 7. Juli 1973 bis 23. November 1974     | Democrazia Cristiana                                      | Mariano Rumor        |
|                                     | Angelo Salizzoni       | 23. November 1974 bis 29. Juli 1976    | Democrazia Cristiana                                      | Aldo Moro            |
|                                     | Franco Evangelisti     | 29. Juli 1976 bis 4. August 1979       | Democrazia Cristiana                                      | Giulio Andreotti     |
|                                     | Piergiorgio Bressani   | 4. August 1979 bis 18. Oktober 1980    | Democrazia Cristiana                                      | Francesco Cossiga    |
|                                     | Luciano Radi           | 18. Oktober 1980 bis 28. Juni 1981     | Democrazia Cristiana                                      | Arnaldo Forlani      |
|                                     | Francesco Compagna     | 28. Juni 1981 bis 24. Juli 1982        | Partito Repubblicano Italiano                             | Giovanni Spadolini   |
|                                     | Vittorio Olcese        | 24. Juli 1982 bis 1. Dezember 1982     | Partito Repubblicano Italiano                             | Giovanni Spadolini   |
|                                     | Bruno Orsini           | 1. Dezember 1982 bis 4. August 1983    | Democrazia Cristiana                                      | Amintore Fanfani     |
|                                     | Giuliano Amato         | 4. August 1983 bis 17. April 1987      | Partito Socialista Italiano                               | Bettino Craxi        |
|                                     | Mauro Bubbico          | 17. April 1987 bis 28. Juli 1987       | Democrazia Cristiana                                      | Amintore Fanfani     |
|                                     | Emilio Rubbi           | 28. Juli 1987 bis 13. April 1988       | Democrazia Cristiana                                      | Giovanni Goria       |
|                                     | Riccardo Misasi        | 13. April 1988 bis 22. Juli 1989       | Democrazia Cristiana                                      | Ciriaco De Mita      |
|                                     | Nino Cristofori        | 22. Juli 1989 bis 28. Juni 1992        | Democrazia Cristiana                                      | Giulio Andreotti     |
|                                     | Fabio Fabbri           | 28. Juni 1992 bis 28. April 1993       | Partito Socialista Italiano                               | Giuliano Amato       |
|                                     | Antonio Maccanico      | 28. April 1993 bis 10. Mai 1994        | Partito Repubblicano Italiano                             | Carlo Azeglio Ciampi |
|                                     | Gianni Letta           | 10. Mai 1994 bis 17. Januar 1995       | Forza Italia                                              | Silvio Berlusconi    |
|                                     | Lamberto Cardia        | 17. Januar 1995 bis 17. Mai 1996       | Parteilos                                                 | Lamberto Dini        |
|                                     | Enrico Luigi Micheli   | 17. Mai 1996 bis 21. Oktober 1998      | Partito Popolare Italiano                                 | Romano Prodi         |
|                                     | Franco Bassanini       | 21. Oktober 1998 bis 22. Dezember 1999 | Democratici di Sinistra                                   | Massimo D’Alema      |
|                                     | Enrico Luigi Micheli   | 22. Dezember 1999 bis 19. April 2000   | Partito Popolare Italiano                                 | Massimo D’Alema      |
| 19. April 2000 bis 11. Juni 2001    | Enrico Luigi Micheli   | Giuliano Amato                         | Partito Popolare Italiano                                 |                      |
|                                     | Gianni Letta           | 11. Juni 2001 bis 17. Mai 2006         | Forza Italia                                              | Silvio Berlusconi    |
|                                     | Enrico Letta           | 17. April 2006 bis 8. Mai 2008         | Democrazia è Libertà – La Margherita/ Partito Democratico | Romano Prodi         |
|                                     | Gianni Letta           | 8. Mai 2008 bis 16. November 2011      | Forza Italia                                              | Silvio Berlusconi    |
|                                     | Antonio Catricalà      | 16. November 2011 bis 28. April 2013   | Parteilos                                                 | Mario Monti          |
|                                     | Filippo Patroni Griffi | 28. April 2013 bis 22. Februar 2014    | Parteilos                                                 | Enrico Letta         |
|                                     | Graziano Delrio        | 22. Februar 2014 bis 2. April 2015     | Partito Democratico                                       | Matteo Renzi         |
|                                     | Claudio De Vincenti    | 2. April 2015 bis 12. Dezember 2016    | Partito Democratico                                       | Matteo Renzi         |
|                                     | Maria Elena Boschi     | 12. Dezember 2016 bis 1. Juni 2018     | Partito Democratico                                       | Paolo Gentiloni      |
|                                     | Giancarlo Giorgetti    | 1. Juni 2018 bis 5. September 2019     | Lega                                                      | Giuseppe Conte       |
|                                     | Riccardo Fraccaro      | 5. September 2019 bis 13. Februar 2021 | Movimento 5 Stelle                                        | Giuseppe Conte       |
|                                     | Roberto Garofoli       | 13. Februar 2021 bis 23. Oktober 2022  | Parteilos                                                 | Mario Draghi         |
|                                     | Alfredo Mantovano      | seit 23. Oktober 2022                  | Parteilos                                                 | Giorgia Meloni       |